# 노회찬재단
평등하고 공정한나라 노회찬재단은 노회찬의 유지를 기념하고 계승하는 재단법인이다.